# Isernia
Isernia (latin nyelven Aesernia, Eserninus vagy Serni) város (közigazgatásilag comune) Olaszország Molise régiójában, Isernia megye névadója és székhelye.

## Fekvése
A város egy 350–475 m magas sziklán épült a Volturno, Carpino és Sordo folyók völgye között. A mai város megőrizte az ókori római település szerkezetét, egy főutcával (Cardo maximus, ma Corso Marcelli) és ebből elágazó keskeny mellékutcákkal. A megye központi részén fekszik. Határai: Carpinone, Forlì del Sannio, Fornelli, Longano, Macchia d’Isernia, Miranda, Pesche, Pettoranello del Molise, Roccasicura és Sant’Agapito.

## Története
A várost az ókorban a szamniszok alapították Aesernia néven, amelynek jelentése víz.  Első említése i. e. 265-ből származik, amikor római csapatok elfoglalták. A szamnisz területek elfoglalása után jelentős stratégiai szerephez jutott, hiszen az Appennineken áthaladó, Rómát Dél-Itáliával összekötő kereskedelmi út mentén feküdt. I. e. 209-ben a második pun háború idején Róma szövetségese volt, akárcsak a római polgárháborúk során is. Rövid ideig az Itáliai Liga székhelye volt. I. e. 84-ben a szamniszok végleges legyőzése után elnéptelenedett. Julius Caesar és Augustus uralkodása idején ismét benépesült, de csak Nero uralkodása idején lett ismét római colonia. Traianus császár uralkodása idején épült fel a várost vízzel ellátó vízvezeték valamint a Volturno folyón átívelő híd.
A Nyugatrómai Birodalom bukása után a város hanyatlásnak indult. 800-ban a szaracénok fosztották ki, majd 1199-ben és 1223-ban a normannok égették fel. 1519-ben V. Károly német-római császár szabad királyi várossá nyilvánította. A 19. század elején nyerte el önállóságát, amikor a Nápolyi Királyságban felszámolták a feudalizmust.
A második világháborúban, 1943. szeptember 10-én amerikai bombatámadás érte, amely több ezer halálos áldozatot követelt. 1970-ben Isernia az azonos nevű megye székhelye lett.

## Népessége
A népesség számának alakulása:

## Főbb látnivalói
A középkori Isernia kevés épülete maradt fenn, mivel az évszázadok során több földrengés is pusztított a városban
A város fő látnivalója a Fontana Fraterna (Fraterna-kút), amely a 13. században épült római épületek maradványaiból. Ma Isernia jelképe.
További látnivalók: 
- San Pietro-katedrális
- római vízvezeték romjai
- San Francesco-templom
- Santa Chiara-templom
- nemesi paloták: Palazzo D’Avalos-Laurelli, Palazzo San Francesco, Palazzo De Lellis-Petrecca, Palazzo Jadopi, Palazzo Pecori Veneziale stb.

A La Pineta ősember-lelőhelyet (Homo aeserniensis) 1979-ben fedezték fel a város határában. Az értékes lelőhelyet világörökségi helyszínnek javasolják.